# F.N. Andresen
Frederik Nikolaj Andresen (født 26. oktober 1812 i Overby ved Nykøbing S., død 24. december 1858) var en dansk lærer og politiker.
Andresen gik på Slagelse Latinskole 1826-1828 og blev uddannet lærer på Jonstrup Seminarium 1830-1833. Han arbejdede derefter som lærer. Andresen var medlem af Folketinget valgt i Holbæks 5. valgkreds (Nykøbing Sjælland-kredsen) fra 1852 til 1858 hvor han ikke genopstillede.